# Інкардар'я
Інкардар'я (каз. Іңкәрдәрия) — село у складі Сирдар'їнського району Кизилординської області Казахстану. Адміністративний центр та єдиний населений пункт Інкардар'їнського сільського округу.
Населення — 857 осіб (2021; 1059 у 2009, 1096 у 1999, 1239 у 1989).